# Robert Stephen Hawker
Œuvres principales
The Song of the Western Men (1825)
Compléments
Prêtre anglican (1831-1875), converti au catholicisme.
Robert Stephen Hawker, né le 3 décembre 1803 à Plymouth et mort le 15 août 1875 à Morwenstow, est un poète, antiquaire et prêtre anglican britannique, principalement connu pour son excentricité et son œuvre intitulée The Song of the Western Men (en). Membre du mouvement d'Oxford, il se convertit au catholicisme sur son lit de mort.

## Biographie

### Formation
Robert Stephen Hawker naît le 3 décembre 1803 au presbytère de l'église anglicane Saint-André de Plymouth dont son grand-père Robert Hawker (en) est vicaire. Il est l'aîné de neuf enfants. Alors qu'il a environ dix ans, son père entre dans les ordres et devient pasteur à Altarnun, le laissant ainsi à la garde de ses grands-parents.
Il étudie à la Liskeard Grammar School, puis à la Cheltenham Grammar School. L'héritage que lui procure son mariage lui permet ensuite de financer ses études au Pembroke College d'Oxford. Il en sort diplômé en 1827 et reçoit le prix Newdigate la même année.

### Vie maritale et ministérielle
En 1823, âgé de 19 ans, il épouse Charlotte Eliza, de 22 ans son aînée. Deux ans plus tard, le couple passe son voyage de noces à Tintagel, où Hawker développe une fascination pour la légende arthurienne qui lui inspirera La Quête du Saint Graal.
En 1831, il est ordonné prêtre et nommé vicaire à North Tamerton, en Cornouailles. Trois ans plus tard, il est nommé vicaire de l'église de Morwenstow, toujours en Cornouailles, où il passe le reste de sa vie.
Sa femme meurt en 1863. L'année suivante, alors qu'il est âgé de plus de 60 ans, il épouse Pauline Kuczynski, âgée de 20 ans. Ils ont trois filles, Morwenna Pauline, Rosalind et Juliot. Il se convertit finalement au catholicisme sur son lit de mort puis meurt le 15 août 1875. Il est ensuite enterré dans le cimetière de Ford Park de Plymouth.

### Un personnage excentrique

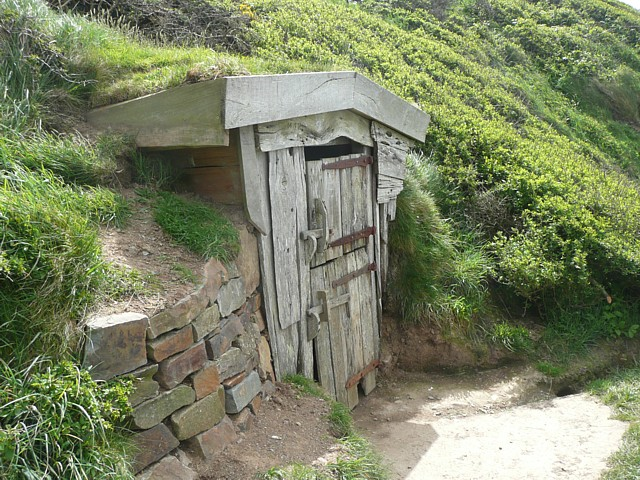
La cabane d'Hawker.

En 1843, il instaure la fête de la récolte de Morwenstow, qui a lieu le 1er octobre de chaque année depuis cette date. Durant la fête, l'Eucharistie est célébrée avec le pain issu de la première coupe de maïs.
Connu pour son excentricité, il aime s'habiller de manière originale et colorée. Il s'habille régulièrement en marin pêcheur ou encore avec un poncho rose et un chapeau brimless. Il devient l'objet de nombreuses légendes urbaines : d'après le révérend Sabine Baring-Gould, il se déguiserait parfois en sirène et aurait excommunié son chat pour avoir chassé les souris le dimanche. Il a aussi la réputation de parler aux oiseaux, de célébrer la messe devant ses chats ou encore de posséder un cochon pour animal de compagnie.
À son arrivée à Morwenstow, il construit une petite cabane en bois, devenue connue sous le nom de cabane d'Hawker (en), sur les falaises surplombant l'océan Atlantique. C'est là qu'il écrit ses poèmes et ses lettres.
Il fait également construire un presbytère remarquable, avec des cheminées inspirées des tours des églises de Tamerton, Morwenstow et Welcombe ou encore de la tombe de sa mère.
Vivant à proximité des falaises, il est aussi célèbre pour y avoir sauvé de nombreux marins après leur naufrage.

## Œuvres
- 1821 : Tendrils
- 1832 : Records of the Western Shore Oxford
- 1840 : Ecclesia: a volume of poems Oxford
- 1843 : Reeds Shaken with the Wind
- 1846 : Echoes from Old Cornwall
- 1864 : The Quest of the Sangraal : Chant the First
- 1870 : Footprints of Former Men in Cornwall
- 1908 : Cornish Ballads & Other Poems, introduction by C. E. Byles
- 1975 : Selected Poems: Robert Stephen Hawker. Ed. Cecil Woolf

Il est surtout connu en tant qu'auteur de la chanson nationaliste cornique The Song of the Western Men (en). Publiée anonymement en 1825, sa qualité d'auteur n'est révélée que plus tard par Charles Dickens dans ses Household Words.